# Strage del cimitero di Castro dei Volsci
La strage del cimitero di Castro dei Volsci è un tragico episodio avvenuto il 1º novembre 1968 nel comune di Castro dei Volsci, in provincia di Frosinone, durante le celebrazioni di Ognissanti. L’esplosione di un residuato bellico occultato all’interno del monumento ai caduti nel cimitero comunale provocò la morte di cinque persone e il ferimento di decine di cittadini. L’evento è stato per lungo tempo dimenticato, finché non è stato riportato alla luce grazie all’attivismo civile.

## Contesto storico
Alla fine della seconda guerra mondiale, molte comunità italiane eressero monumenti commemorativi per ricordare i propri caduti. A Castro dei Volsci fu costruita una tomba-monumento all’interno del cimitero, contenente veri residuati bellici – come granate e bossoli – creduti disinnescati. Tali ordigni non furono mai sottoposti a verifica o bonifica da parte delle autorità, e rimasero esposti per anni in un luogo frequentato regolarmente dalla popolazione.

## L'evento
Il 1º novembre 1968, durante la commemorazione dei defunti, un lumino acceso venne appoggiato sulla tomba contenente i residui bellici. Questo innescò un'esplosione violenta che uccise cinque persone – Maria Melidi, Anna Polidori, Elvira Mirabella, Santa Penna e Natalizio Perfili – e ne ferì almeno quindici, tra cui diversi minori. La deflagrazione causò gravi danni anche alla struttura del cimitero e fu percepita in tutto il paese. I funerali delle vittime furono partecipati da tutta la comunità, colpita da un evento tanto improvviso quanto traumatico.

## Le indagini e l'oblio
Le autorità aprirono un’indagine, ma questa fu chiusa nel 1970 con l’archiviazione del caso come "fatalità". Nessuno fu mai ritenuto responsabile per la presenza di materiale esplosivo in un luogo pubblico. L’episodio venne progressivamente dimenticato a livello istituzionale e non ricevette alcun riconoscimento ufficiale per decenni.

## La battaglia di Antonio Penna
Uno dei protagonisti della lunga battaglia per il riconoscimento della tragedia è Antonio Penna, che nella strage perse la madre e la zia. Per oltre cinquant’anni, Penna ha cercato la verità sull’accaduto, ricostruendo le vicende giudiziarie e denunciando l’oblio istituzionale. Ha scritto alle autorità, raccolto testimonianze e ottenuto nel 2011 il ritrovamento del fascicolo processuale originario. Grazie alla sua azione, nel 2012 l’amministrazione comunale ha inaugurato una lapide commemorativa nel cimitero. Penna è oggi considerato il simbolo della memoria collettiva e della giustizia per le vittime civili dimenticate.

## Commemorazione e memoria
Nel 2012 è stato eretto un monumento nel cimitero comunale con i nomi delle vittime e una dedica ai "civili caduti in tempo di pace". Ogni anno il Comune organizza una cerimonia commemorativa per ricordare le vittime, in collaborazione con l’Associazione Nazionale Vittime Civili di Guerra. La strage è oggi considerata uno degli esempi di pericoli post-bellici legati alla mancata bonifica dei territori italiani.